# 阿部光瑠
阿部 光瑠（あべ こうる、1994年10月25日 - ）は、将棋棋士。中村修九段門下。棋士番号は283。青森県弘前市出身。

## 棋歴

### プロ入りまで
5歳のとき父から教わり将棋を始める。
11歳、小学6年生時の2006年9月、6級で奨励会入り。以来、快進撃を続け、中学2年生時の2009年1月に三段に到達。三段リーグを2期以内で抜ければ、現行三段リーグ制度のもとでは渡辺明に次ぐ2人目の中学校在学時でのプロ入り決定となるところであったが、3期目までは10勝8敗が最高で、昇段争いに加わることはなかった。
4期目の2010年度後期三段リーグは快調に白星を重ね、最終日を前に13勝3敗の単独トップに立つ。ところが2011年3月23日、東日本大震災の影響で延期された最終日に、連敗し13勝5敗となった。阿部は集中力を保つことが難しかったことを認めている。しかし昇級争いのライバルも軒並み苦戦し、阿部が連敗した場合に逆転する可能性があった5人のうち、逆転したのは門倉啓太（13勝5敗で順位は23位の阿部より上位の6位）だけだった為、2位で四段昇段（プロ入り）を果たした。16歳5か月でのプロ入りは、現行の三段リーグ制度が始まって以降では、藤井聡太（14歳2ヶ月）、渡辺明（15歳11か月）、佐々木勇気（16歳1か月、阿部の半年前にプロ入り）に次ぐ4番目の年少記録である。

### プロ入り後
プロ1年目の2011年度は、第5回朝日杯将棋オープン戦で活躍。一次予選を突破後は二次予選で三浦弘行、丸山忠久を連破し、本戦1回戦では森内俊之名人に勝利して、合計7連勝でベスト8に進出した。しかし、持ち時間の長い順位戦では苦戦し、初参加の第70期は前半の5連敗から後半4勝1敗と巻き返して、4勝6敗で辛くも降級点を回避した。
2013年度は、再び朝日杯にて一次予選から勝ち上がり、合計6連勝で本戦入りを果たした。同年の3月23日には、コンピュータ将棋とプロとの対局である第2回将棋電王戦の第1局vs 習甦（第22回コンピュータ将棋選手権5位）戦で、角換わりの戦型から無理気味の攻めを巧みに誘って優勢に立ち快勝した。
2014年度の第45期新人王戦では決勝三番勝負に進出。第1局は対戦相手の佐々木勇気に敗れたものの、第2局・第3局と勝利し逆転で新人王となった。第3局の対局日は2014年10月24日で、10代最後の日に棋戦初優勝を成し遂げた。また、銀河戦では本戦ブロックを4連勝で突破し、決勝トーナメントに進出した（1回戦で羽生善治に敗北）。第27期竜王戦では6組ランキング戦で決勝に進出し、5組昇級を果たした。
2015年度、第56期王位戦にて初の王位リーグ入り。当期挑戦者となった広瀬章人に黒星を付けたものの、1勝4敗で陥落した。第28期竜王戦では昇級者決定戦を制し、4組へ昇級した（しかし翌年度に3連敗して5組に降級した）。また、新棋戦の叡王戦では五段戦を突破し、本戦1回戦では森内俊之に勝利してベスト8に進出した。
2017年度は第75期順位戦で苦戦し、3勝7敗に終わった結果、初めての降級点が付いてしまった。逆に第65期王座戦では活躍し、初の本戦入りを果たすと1回戦でも鈴木大介に勝利し、ベスト8まで進出した。
2018年度は第89期棋聖戦で勝ち進み、初の決勝トーナメントで佐藤天彦名人・広瀬章人に連勝してベスト4入り。当期挑戦者＆棋聖を奪取する事になる豊島将之に敗退したが、次期棋聖戦の本戦シード権は獲得した。
2019年度、第77期順位戦にてデビュー以来最高となる8勝2敗の成績を収めたが、当期3位の石井健太郎と同成績だったため、C級1組への昇級はならなかった。
2020年度は第33期竜王戦の5組ランキング戦で決勝に進出し、4組へ復帰した。

## 棋風
バランス良く、居飛車と振り飛車のどちらも指すオールラウンドプレーヤーである。プロ入りを決めた際のインタビューでは、得意戦法は居飛車と回答している。電王戦での二つ名は「十八歳の光速棋士」。

## 人物
青森県出身の棋士は、1993年の行方尚史以来18年ぶりで、奨励会員時代は実家から東京の将棋会館に通っていた。
中村修九段門下では初の棋士である。
2016年以降、別人のように痩せファンを驚かせたが、2017年にTwitterを開始しファンに事情を説明するとともに、普及のため情報発信する旨を語っている。ネット中継では、ぬいぐるみを持ってきて、一緒に人形劇のような解説をする事もあり、ファンサービスに熱心な棋士である。
アニメ・ゲーム・ボーカロイドのファンであることを公言しており、2019年1月13日放送の「阿澄佳奈のキミまち!」（文化放送）に、ボーカロイド曲特集の解説役としてゲスト出演している。
師匠や兄弟子、タイトル経験者などにも歯に衣着せぬ発言をすることがあり、解説などでは異色キャラとして人気を得ている。

## 昇段履歴
昇段規定は、将棋の段級 を参照。
- 2006年09月（小学6年） 6級 = 奨励会入会
- 2007年01月（＿〃0＿） 5級
- 2007年05月（中学1年） 4級
- 2007年07月（＿〃0＿） 3級
- 2007年08月（＿〃0＿） 2級
- 2007年10月（＿〃0＿） 1級
- 2008年04月（中学2年） 初段
- 2008年10月（＿〃0＿） 二段
- 2009年01月（＿〃0＿） 三段（第45回奨励会三段リーグ<2009年度前期 = 中学3年次>より三段リーグ参加）
- 2011年04月01日 : 四段（第48回奨励会三段リーグ成績2位） = プロ入り[1]
- 2014年11月04日 : 五段（勝数規定 ／公式戦100勝、通算100勝52敗）[6]
- 2015年11月05日 : 六段（竜王ランキング戦連続昇級、通算137勝74敗）[7]
- 2022年01月28日 : 七段（勝数規定 ／段昇段後公式戦150勝、通算287勝174敗）[8]

## 主な成績

### 一般棋戦優勝
- 新人王戦 1回（2014年度 = 第45期）

### 在籍クラス
| 開始 年度 | (出典)順位戦出典 | (出典)順位戦出典 | (出典)順位戦出典 | (出典)順位戦出典 | (出典)順位戦出典 | (出典)順位戦出典 | (出典)順位戦出典 | (出典)順位戦出典 | (出典)竜王戦出典 | (出典)竜王戦出典 | (出典)竜王戦出典 | (出典)竜王戦出典 | (出典)竜王戦出典 | (出典)竜王戦出典 | (出典)竜王戦出典 | (出典)竜王戦出典 | (出典)竜王戦出典 | (出典)竜王戦出典 |
| 開始 年度 | 期               | 名人             | A級              | B級              | B級              | C級              | C級              | 0                | 期               | 竜王             | 1組              | 2組              | 3組              | 4組              | 5組              | 6組              | 決勝 T           |                  |
| 開始 年度 | 期               | 名人             | A級              | 1組              | 2組              | 1組              | 2組              | 0                | 期               | 竜王             | 1組              | 2組              | 3組              | 4組              | 5組              | 6組              | 決勝 T           |                  |
| --- | ---------------- | ---------------- | ---------------- | ---------------- | ---------------- | ---------------- | ---------------- | ---------------- | ---------------- | ---------------- | ---------------- | ---------------- | ---------------- | ---------------- | ---------------- | ---------------- | ---------------- | ---------------- |
| 2011 | 70               |                  |                  |                  |                  |                  | C244             | 4-6              | 25               |                  |                  |                  |                  |                  |                  | 6組              | --               | 4-2              |
| 2012 | 71               |                  |                  |                  |                  |                  | C232             | 6-4              | 26               |                  |                  |                  |                  |                  |                  | 6組              | --               | 3-2              |
| 2013 | 72               |                  |                  |                  |                  |                  | C214             | 7-3              | 27               |                  |                  |                  |                  |                  |                  | 6組              | --               | 5-1              |
| 2014 | 73               |                  |                  |                  |                  |                  | C210             | 4-6              | 28               |                  |                  |                  |                  |                  | 5組              |                  | --               | 6-1              |
| 2015 | 74               |                  |                  |                  |                  |                  | C232             | 5-5              | 29               |                  |                  |                  |                  | 4組              |                  |                  | --               | 0-3              |
| 2016 | 75               |                  |                  |                  |                  |                  | C227x            | 3-7              | 30               |                  |                  |                  |                  |                  | 5組              |                  | --               | 3-2              |
| 2017 | 76               |                  |                  |                  |                  |                  | C240*            | 7-3              | 31               |                  |                  |                  |                  |                  | 5組              |                  | --               | 2-2              |
| 2018 | 77               |                  |                  |                  |                  |                  | C211*            | 8-2              | 32               |                  |                  |                  |                  |                  | 5組              |                  | --               | 3-2              |
| 2019 | 78               |                  |                  |                  |                  |                  | C206*            | 6-4              | 33               |                  |                  |                  |                  |                  | 5組              |                  | --               | 4-1              |
| 2020 | 79               |                  |                  |                  |                  |                  | C214*            | 6-4              | 34               |                  |                  |                  |                  | 4組              |                  |                  | --               | 1-2              |
| 2021 | 80               |                  |                  |                  |                  |                  | C218*            | 7-3              | 35               |                  |                  |                  |                  | 4組              |                  |                  | --               | 3-2              |
| 2022 | 81               |                  |                  |                  |                  |                  | C216*            | 4-6              | 36               |                  |                  |                  |                  | 4組              |                  |                  | --               | 2-2              |
| 2023 | 82               |                  |                  |                  |                  |                  | C233*            | 4-6              | 37               |                  |                  |                  |                  | 4組              |                  |                  | --               | 1-2              |
| 2024 | 83               |                  |                  |                  |                  |                  | C237*            |                  | 38               |                  |                  |                  |                  | 4組              |                  |                  | --               |                  |
| 順位戦、竜王戦の 枠表記 は挑戦者。右欄の数字は勝-敗(番勝負/PO含まず)。 順位戦の右数字はクラス内順位 ( x当期降級点 / *累積降級点 / +降級点消去 ) 順位戦の「F編」はフリークラス編入 /「F宣」は宣言によるフリークラス転出。 竜王戦の 太字 はランキング戦優勝、竜王戦の 組(添字) は棋士以外の枠での出場。 |                  |                  |                  |                  |                  |                  |                  |                  |                  |                  |                  |                  |                  |                  |                  |                  |                  |                  |

### 年度別成績
| 年度             | 対局数 | 勝数 | 負数 | 勝率   | (出典) |
| ---------------- | ------ | ---- | ---- | ------ | ------ |
| 2011             | 39     | 25   | 14   | 0.6410 | [ 11 ] |
| 2012             | 38     | 23   | 15   | 0.6052 | [ 12 ] |
| 2013             | 50     | 34   | 16   | 0.6800 | [ 13 ] |
| 2014             | 47     | 29   | 18   | 0.6170 | [ 14 ] |
| 2015             | 57     | 37   | 20   | 0.6491 | [ 15 ] |
| 2016             | 43     | 25   | 18   | 0.5813 | [ 16 ] |
| 2017             | 48     | 33   | 15   | 0.6875 | [ 17 ] |
| 2018             | 35     | 19   | 16   | 0.5428 | [ 18 ] |
| 2019             | 37     | 22   | 15   | 0.5945 | [ 19 ] |
| 2020             | 36     | 19   | 17   | 0.5277 | [ 20 ] |
| 2011-2020 (小計) | 430    | 266  | 164  |        |        |
| 年度             | 対局数 | 勝数 | 負数 | 勝率   | (出典) |
| 2021             | 38     | 24   | 14   | 0.6315 | [ 21 ] |
| 2022             | 32     | 15   | 17   | 0.4687 | [ 22 ] |
| 2023             | 33     | 15   | 18   | 0.4545 | [ 23 ] |
| 2021-2023 (小計) | 103    | 54   | 49   |        |        |
| 通算             | 533    | 320  | 213  | 0.6003 | [ 24 ] |
| 2023年度まで     |        |      |      |        |        |

### その他の記録
- 新人王戦 最多出場記録 = 11回（第37期以降、制限年齢引き下げ後）

## 出演

### ウェブテレビ
- 【将棋】棋士がつくる将棋めし（2018年9月1日、ニコニコ生放送）[25]
- 叡王戦記念特番 東西対抗 詰将棋カラオケ（2019年3月30日、ニコニコ生放送）[26] - 東チーム

### その他
- N高等学校・将棋部特別顧問（2016年 – ）[27]